# 正自動車
正自動車（まさじどうしゃ）は、沖縄県中頭郡読谷村に本社を置く自動車整備業を営む認証工場。中古車販売のほか、車検、一般点検整備、板金塗装を取り扱う。一般社団法人 沖縄県自動車整備振興会会員。

## 沿革
- 1977年（昭和52年）
  - 7月 - 創業者比嘉正春が沖縄県読谷村伊良皆で創業。当時、解体業を主な業務として運営。
- 1982年（昭和57年）- 板金塗装の請負業務を主な業務として運営。
- 1993年（平成5年）- 認証工場を取得。
- 2020年（令和2年）
  - 4月 - 共同代表として比嘉 恵子が就任。
  - 10月 - 社外アドバイザーとして比嘉 正也[2][3][4]が就任[5]。